# Grylloi
Grylloi (z gr.) – niewielkie obrazki o tematyce groteskowej i portrety satyryczne, deformujące rzeczywistość w sposób żartobliwy lub karykaturalny, charakterystyczne dla malarstwa greckiego epoki hellenistycznej, w późniejszym okresie pojawiające się w rzymskim malarstwie ściennym.
Prekursorem grylloi był Antyfilos, malarz pracujący w Aleksandrii, który namalował żartobliwy portret niejakiego Gryllosa w śmiesznym stroju (stąd nazwa całego gatunku). Wkrótce tematyka grylloi przeniknęła do drobnej plastyki rodzajowej, przykładem czego jest brązowa statuetka Tańczącej karlicy z Mahdia (około 130 p.n.e., obecnie w Musée Alaoui w Tunisie).
U schyłku I wieku p.n.e. grylloi pojawiły się w rzymskim malarstwie ściennym. Obok deformacji anatomicznej (np. Walka Pigmejów z krokodylami z kolumbarium Doria Pamphili w Rzymie z około 27 p.n.e.–14 n.e., obecnie w rzymskim Museo Nazionale Romano) niekiedy postacie ludzkie wyposażano w cechy zoomorficzne, np. głowę osła, świni, psa (jak w pompejańskim malowidle Ucieczka Eneasza z Troi, obecnie znajdującym się w Narodowym Muzeum Archeologicznym w Neapolu).